# Волково (слободка, Талдомский городской округ)
Волково — слободка в Талдомском районе Московской области России. Входит в состав сельского поселения Гуслевское. Население — 3 чел. (2010).

## География
Расположена в южной части района, примерно в 19 км к югу от центра города Талдома. Западнее проходит региональная автодорога Р112. Ближайшие населённые пункты — деревни Федотово, Дубки и село Новогуслево.

## История
В «Списке населённых мест» 1862 года Волково — владельческая деревня 2-го стана Александровского уезда Владимирской губернии по правую сторону реки Дубны, к югу от Нушпольского болота, при колодцах, в 75 верстах от уездного города, с 17 дворами и 125 жителями (50 мужчин, 75 женщин).
По данным 1905 года входила в состав Нушпольской волости Александровского уезда, проживало 116 человек, в деревне было 16 дворов.
Постановлением президиума Моссовета от 31 марта 1923 года вместе с частью селений Нушпольской волости была включена в состав Гарской волости Ленинского уезда Московской губернии.
По материалам Всесоюзной переписи населения 1926 года — деревня Гуслевского сельского совета Гарской волости Ленинского уезда, проживало 174 жителя (81 мужчина, 93 женщины), насчитывалось 33 хозяйства, среди которых 27 крестьянских.
С 1929 года — населённый пункт в составе Ленинского района Кимрского округа Московской области, с 1930-го, в связи с упразднением округа, — в составе Талдомского района (ранее Ленинский район) Московской области.
До муниципальной реформы 2006 года — деревня Гуслевского сельского округа.
Постановлением Губернатора Московской области от 22 февраля 2019 года № 79-ПГ категория населённого пункта изменена с «деревня» на «слободка».

## Население
| 1859 | 1905 | 1926 | 2002 | 2006 | 2010 |
| ---- | ---- | ---- | ---- | ---- | ---- |
| 125  | ↘116 | ↗174 | ↘8   | ↗12  | ↘3   |